# Betrayal at Krondor
Betrayal at Krondor ist ein von Dynamix entwickeltes Computer-Rollenspiel, 1993 von Sierra Entertainment veröffentlicht. Es spielt im Universum des Schriftstellers Raymond Feist, der für seine Bücher über die Spaltkriege bekannt geworden ist und aktiv an der Entwicklung des Spiels (insbesondere des Inhaltes) mitgearbeitet hat.

## Inhalt
In diesem Spiel schlüpft man in die Rollen verschiedener bekannter und neuer Charaktere aus Raymond Feists Midkemia-Universums und erlebt mit ihnen ihre Reise durch Midkemia. Die Party lässt sich nicht frei wählen, sondern wird durch die Handlung vorgegeben. Man steuert im Laufe des Spieles 9 verschiedene Charaktere, maximal 3 gleichzeitig.
Betrayal at Krondor entspricht in seiner Erzählweise in groben Zügen der eines Buches: es ist in 9 Kapitel unterteilt, die jeweils einen Haupthandlungsstrang und mehrere Nebenstränge aufweisen. Damit wird der Spieler unmerklich in seinem Handlungsumfang beschränkt, was sich hauptsächlich in der eingeschränkten Bewegungsfreiheit und den nicht zugänglichen NPCs äußert. Zwischensequenzen werden in filmähnlich animierten Illustrationen dargestellt, zudem gibt es mehr oder weniger umfangreiche Einleitungen und Epiloge.

## Entwicklung
Entwickelt wurde das Spiel 1993 von Dynamix und erschien im Vertrieb von Sierra Entertainment.
Der ursprüngliche Titel des Projektes lautete Riftwar Legacy, in Anlehnung an die englische Namensgebung der Midkemia-Reihe (Riftwar Saga). Da Entwickler Dynamix finanziell nicht in der Lage war, Raymond Feist für den Entwurf eines Storykonzepts das von ihm geforderte Gehalt von 1.000 US-Dollar pro Tag zu bezahlen, einigte man sich auf ein Lizenzierungsverfahren. Feist stand dem Projekt hauptsächlich als Berater zur Seite, zu seinen Tätigkeiten zählte die Überprüfung der Handlung auf innere Konsistenz.
Es gab später eine Zweitveröffentlichung auf CD-ROM, die über eine umfangreiche und qualitativ hochwertige Vertonung verfügte. Es existiert eine dreibändige Buchserie Die Krondor Saga, dessen erster Band Die Verschwörung der Magier eine Nacherzählung der Ereignisse des Spiels darstellt.
Das Spiel wurde von Sierra 1997 vorübergehend zum kostenlosen Download bereitgestellt, um den Nachfolger zu bewerben, wurde damit zeitweise zu Freeware. Da eine Erlaubnis zur Weiterverbreitung durch Dritte mit der Freeware-Freigabe nicht erteilt worden war, ist das Spiel inzwischen wieder nur noch kommerziell über die Digitale Distribution wie beispielsweise seit 2010 über gog.com verfügbar.

## Technik
Für damalige Verhältnisse war das Spiel auf einem hohen technischen Niveau. Es zeichnet sich durch eine echte 3D-Umgebung aus, die man frei beschreiten kann. Die Nutzung von Bewegungen in vertikaler Richtung (nach oben) war zwar geplant (und befinden sich in rudimentärer Form auch noch im Spiel), fand aber nicht den Weg in die Verkaufsversion. Die Umgebung wird in Echtzeit dargestellt, es existiert zudem eine Tages- und Nachtperiode.
Die CD-Version des Spiels verfügt über einen Soundtrack, der auch direkt von CD abgespielt werden kann, einige zusätzliche Soundeffekte und eine Komplettlösung sowie ein Video-Interview mit Raymond E. Feist.
Die Kämpfe werden in einem taktischen Extrabildschirm dargestellt, der teilweise die Umgebung der 3D-Landschaft mit einbezieht. Es wird ein rundenbasiertes System auf einer in quadratische Felder eingeteilten Kampffläche eingesetzt, wobei die Zugreihenfolge und die möglichen Aktionen sowohl von den Eigenschaften der Figuren als auch dem Zustandekommen der Begegnung abhängen. Es gibt kaum Zufallsbegegnungen, die Gegner sind im Normalfall schon aus der Entfernung sichtbar oder durch spezielle Eigenschaften der Figuren erkennbar. Die Entwicklung der Charaktere erfolgt teilweise automatisch (mit der Möglichkeit einer Betonung einzelner Entwicklungsbereiche durch den Spieler), teilweise durch den Spieler selbst.
Eine weitere Besonderheit des Spiels ist das umfangreiche und durchdachte System von Gegenständen, die eine Haltbarkeit (angegeben in %) aufweisen, deren Benutzbarkeit von der Rasse abhängig sein kann und die vielfach durch Magie oder Alchemie verändert werden können.
Das Magiessystem orientiert sich an den klassischen Rollenspielsystemen, wobei die Implementierung innerhalb von Kämpfen aufgrund der Rundenkämpfe und der damit oft zufälligen Reihenfolge, in der die Kämpfer an die Reihe kommen, nicht immer ausbalanciert wirkt.
Im Spiel verstreut findet man viele Rätseltruhen, die nützliche Gegenstände bzw. Belohnungen enthalten. Der Spieler muss eine Rätselfrage beantworten und stellt das Lösungswort an Buchstabenrädern ein. Jedes dieser Buchstabenräder hat vier Buchstaben, so dass je nach Länge des gesuchten Wortes eine Menge unterschiedlicher Kombinationen möglich sind. Ein typisches Rätsel klingt ungefähr so: „Feinde dringen in das Schloss ein. Was wird der Prinz bald sein?“ Antwort: „Tot.“

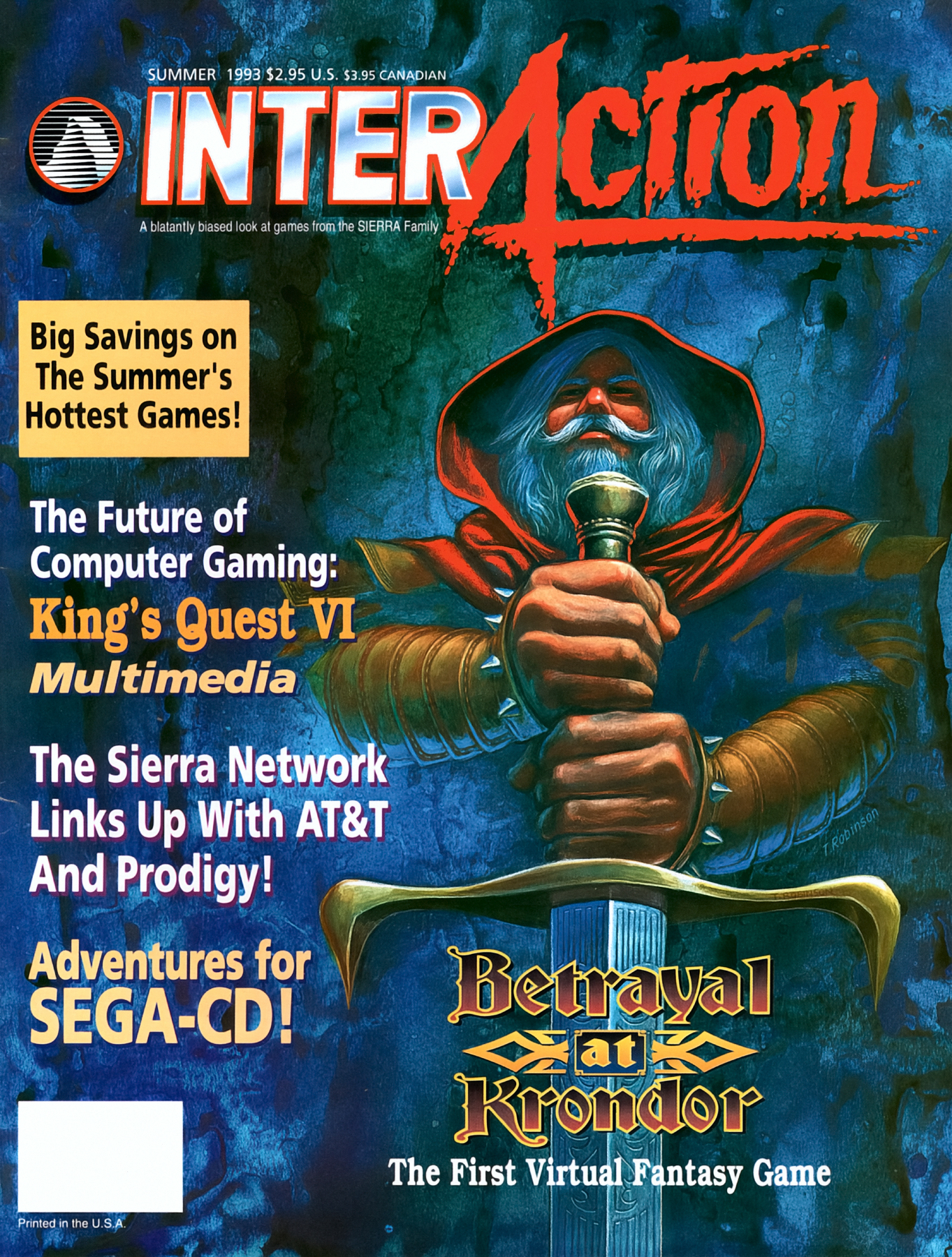
Betrayal at Krondor auf dem Cover des Interaction Magazine, Sierras eigenes Computerspielezeitschrift.

## Rezeption
Betrayal at Krondor gilt zumindest als einer der Meilensteine im Rollenspielbereich, was die Erzählweise und die Präsentation für den Spieler angeht. Im Magazin PC Player bekam es 1993 eine Wertung von 83 Punkten. Es wurde 1994 vom US-amerikanischen Spielemagazin Computer Gaming World mit dem Premiere Award for Role-Playing Game of the Year ausgezeichnet.

## Nachfolger
Es gibt zwei Spiele, die sich direkt oder indirekt als Nachfolger von Betrayal at Krondor bezeichnen, obwohl keiner der drei Titel wirtschaftlich wirklich erfolgreich war. Betrayal at Krondor erlangte vor allem durch die CD-Variante und die kostenlose Freigabe die höchste Verbreitung.
Beide Nachfolgespiele halten im Prinzip an der Spielweise ihres Vorgängers fest. Man bewegt sich wieder durch eine mehr oder weniger stark begrenzte 3D-Oberflächenwelt und trägt die Kämpfe in taktisch angelegten Rundenkämpfen aus. Auch die Art der Entwicklung und Zusammenstellung der zu steuernden Figuren wurde übernommen, ebenso wie die Gegenstandsverwaltung. Beiden Nachfolgern war nur geringe Bedeutung für das Rollenspielgenre beschieden, was wohl auch an den geringen Veränderungen trotz der inzwischen weit fortgeschrittenen Technik und den hohen Anforderungen, die der erste Teil in puncto Erzählweise und Dialoge stellte, liegt.

### Betrayal in Antara
Betrayal in Antara ist ein ideeller Nachfolger von Dynamix, die das Spiel 1997 fertigstellten und ebenfalls über Sierra veröffentlichten. Es spielt in einer neuen Welt, Raymond Feist hatte auf die Entwicklung des Inhaltes dieses Spiels keinen Einfluss.

### Rückkehr nach Krondor
Rückkehr nach Krondor ist der offizielle Nachfolger aus der Sicht von Raymond Feist. Es wurde 1998 von Pyrotechnix entwickelt und erschien im Vertrieb von Sierra.
Die Geschehnisse des Spiels finden sich in groben Zügen im 3. Band der Krondor Saga mit dem Titel Die Tränen der Götter wieder.